# إيفا الكسندر
إيفا الكسندر (بالإنجليزية: Eva Alexander)‏ هي مقدمة تلفزيونية وممثلة بريطانية، ولدت في 9 أغسطس 1976.

## وصلات خارجية
- إيفا الكسندر على موقع IMDb (الإنجليزية)
- إيفا الكسندر على موقع ألو سيني (الفرنسية)
- إيفا الكسندر على موقع أول موفي (الإنجليزية)
- إيفا الكسندر على موقع قاعدة بيانات الفيلم (الإنجليزية)
- إيفا الكسندر على موقع كينوبويسك (الروسية)